# Enamorada en Vivo
Az Enamorada en Vivo Lucero mexikói énekesnő 2018 novemberében kiadott lemeze. A lemezen a 2018 június 6-án, az Auditorio Nacionalban megrendezésre került koncert hallható CD minőségben.
A CD-hez DVD is készül, mely megvásárolható a CD-vel együtt.

## Dalok
1. Into - En Vivo
2. Ya No - En Vivo
3. Veleta - En Vivo
4. No Me Dejes Ir - En Vivo
5. Sobreviviré - En Vivo
6. Popurrí Románticas - En Vivo
7. Electricidad - En Vivo
8. Popurrí Niña - En Vivo
9. Cuéntame - En Vivo
10. Vete Con Ella - En Vivo
11. Tu Cárcel - En Vivo
12. Acá Entre Nos - En Vivo
13. Tristes Recuerdos - En Vivo
14. Popurrí Juan Gabriel - En Vivo
15. Llorar - En Vivo
16. Volver, volver - En Vivo
17. El Sinaloense - En Vivo
18. Me Gusta Estar Contigo - En Vivo
19. Ven Devórame Otra Vez - En Vivo
20. Un Corazón Enamorado - En Vivo
21. A Pesar De Todo - En Vivo
22. Hasta Que Amanezca - En Vivo
23. Si Quieres Ser Mi Amante - En Vivo
24. Gustas Mucho - En Vivo
25. Secreto De Amor - En Vivo
26. Viva México - En Vivo

## További információ
YouTube csatorna
Spotify
Google Play